# Richard Saunders
Richard Clive Saunders (* 22. Juli 1922 in Hamilton, Bermuda; † 20. August 1987) war ein bermudischer Fotograf, der für seine Arbeit als Fotojournalist und Dokumentarfotograf bekannt war. Seine Fotografien erschienen in renommierten Publikationen wie Life, The New York Times, Paris Match, Fortune, Look, Ebony und der Zeitschrift Topic der United States Information Agency (USIA).

## Leben
Richard Saunders entwickelte schon früh ein Interesse an der Fotografie, das durch einen lokalen Fotografen angeregt wurde. 1930 zog seine Familie in die USA, kehrte aber nach Ausbruch des Zweiten Weltkriegs nach Bermuda zurück. Dort arbeitete Saunders zunächst in einem Fotogeschäft und später als Fotograf für die Polizei.
1945 zog er nach New York City, um am Brooklyn College Fotografie und an der New School for Social Research Geisteswissenschaften und Soziologie zu studieren. Während dieser Zeit lernte er den Fotografen Gordon Parks kennen, der ihm eine Anstellung als Fotolaborant verschaffte.
1951 wurde Richard Saunders von Roy Stryker eingeladen, an einem Dokumentationsprojekt in Pittsburgh teilzunehmen, das die Veränderungen der Stadt während der Deindustrialisierung festhielt. In den folgenden Jahren arbeitete er freiberuflich für verschiedene Magazine und dokumentierte unter anderem Bürgerrechtsbewegungen und prominente Persönlichkeiten.
1967 wechselte Richard Saunders zum USIA-Magazin Topic und bereiste in den folgenden zwei Jahrzehnten Afrika und den Nahen Osten, um das Leben und die Kultur dieser Regionen zu dokumentieren.

## Werk
Richard Saunders’ fotografisches Werk zeichnet sich durch ein tiefes Verständnis für soziale Themen und menschliche Emotionen aus. Seine Arbeiten umfassen Porträts von Persönlichkeiten wie Malcolm X, Elijah Muhammad, James Baldwin und James Brown sowie Dokumentationen des Alltagslebens in afroamerikanischen Gemeinden und auf dem afrikanischen Kontinent.
Während seiner Zeit bei Topic legte Saunders besonderen Wert darauf, die Würde und den Alltag der Menschen in Afrika authentisch darzustellen. Seine Fotografien sind in den ständigen Sammlungen renommierter Institutionen wie der New York Public Library, der Carnegie Library of Pittsburgh, den Bermuda Archives und der Bermuda National Gallery vertreten.